# 熊谷市连环杀人案
熊谷市连环杀人案是指2015年（平成27年）日本埼玉县熊谷市内一名秘鲁男子从熊谷警署逃跑后在9月14日及16日连续杀害6人（包括2名小学女童）的重大刑事案件。

## 案发前日

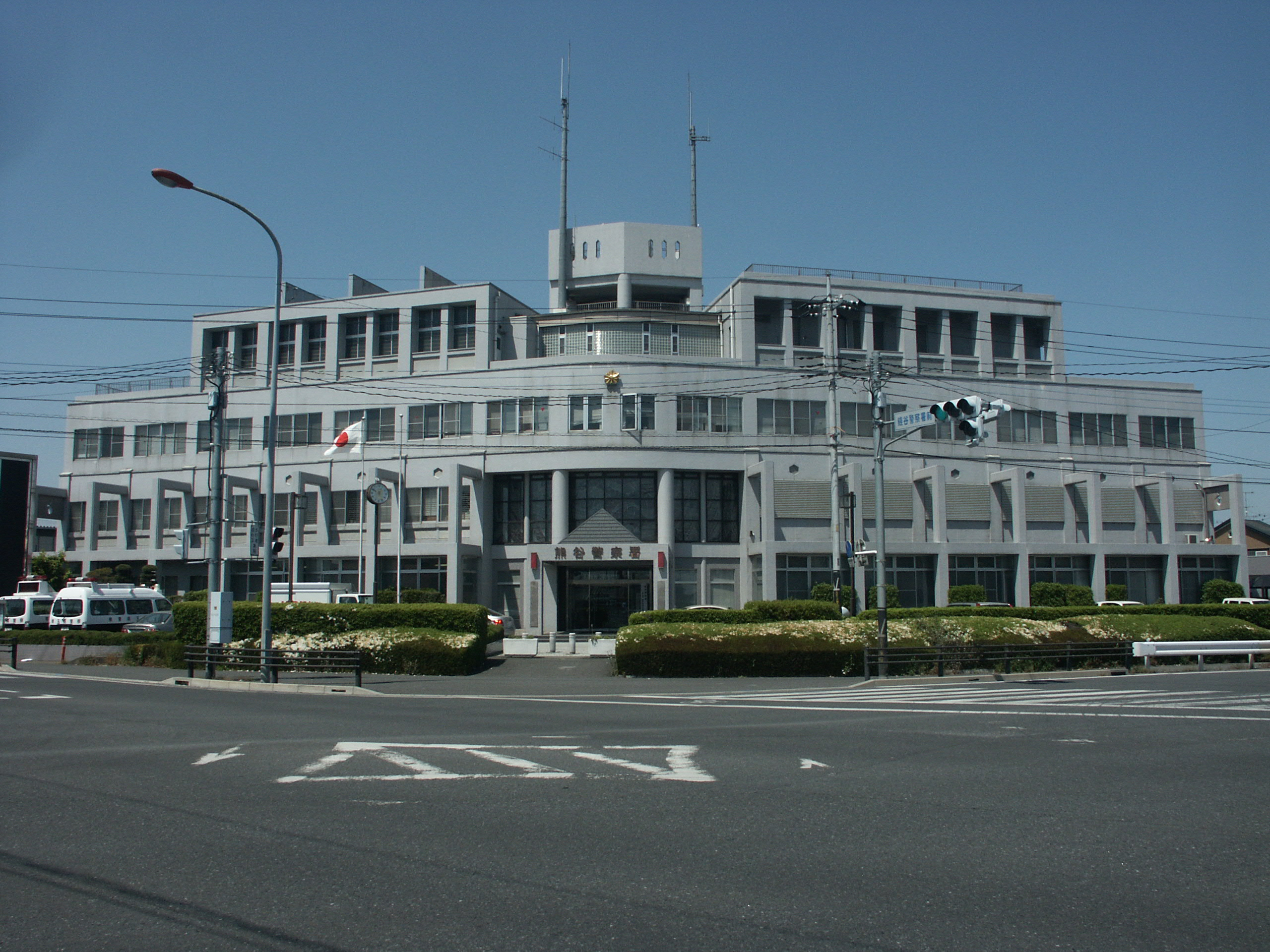
熊谷警署

2015年9月13日中午12点半左右，一名秘鲁男子（无业）闯入了熊谷市内某居民家中，居民询问“你来做什么？”，该男子用手模仿打电话的动作，口称“警察、警察”，然后用手拍打钱包说“钱、钱”。居民随即向熊谷消防局玉井分局报案，接报后玉井分局将有关情况通报给熊谷警署笼原站前派出所。下午1点45分，2名警察到达现场。

。
该男子用西班牙语反复说“想回秘鲁”，警察认为需要翻译人员到场协助（在下午3点左右向上级提出申请），随后将该男子带回熊谷市警署等待进一步处理。    。在警署该男子反复说“在神奈川的姐姐家”“想回秘鲁”等等的话，警察调查了该男子的身份及随身物品，并指示其通过电话联系家人，但家人也仅会说简单的日语，男子在通话过程中更一度落泪。 。
下午3点，警员发现该人在洗手间内啜泣，但多次询问无果。该男子又提出吸烟的要求，一名警员于是陪他到玄关外面的吸烟区。半小时后警员指示男子返回警署，该男子突然挣脱警员的控制，往警署前面的17号国道逃跑，并消失在马路对面的家庭餐厅附近，一名警员上前追捕但一无所获。该男子的随身物品包括现金3400日元、护照及手机等仍留在警署内。            （有杂志调查称该男子是在吸烟区趁警员背过身的时候逃跑的  ）。
警方查看了该男子手机后发现，该男子在事发前有与多名外籍人士的通话记录，与对方沟通得知该男子曾经向朋友抱怨自己“会被杀死” 。警方认为逃跑男子目前虽然没有犯罪嫌疑，但该人基本无法用日语交谈，随身物品亦遗留在警署且行踪不明，可能会引发其他意外事件。在下午约3点38分成立了一个7人搜索小组，3点50分扩大至20人参加。另外亦指示留守警员如有该男子的亲属来访，除了要求与该男子取得联系，也须派人到该男子亲属家中调查  。
同日下午5点09分，有距离警署约500米的住户报警“家中储藏室闯入了一个外国人，出声警告后那人就逃跑了”，约5点34分，在距离该住宅270米左右的另一栋住宅亦报警称家中闯入了一个看上去像中东人的外国人。也接到目击报告说疑似是入侵者的男子在被闯入住宅附近的路上向一名男性上班族索要钱财，有气无力地说“钱，钱”，上班族表示拒绝后又偷偷走向附近停放的小轿车，上班族出声质问，该男子再次从现场逃离。又接居民报告称，下午4点40分左右在储物室发现一名穿长袖T恤、牛仔裤，浅黑肤色的形似外国人男子，该男子两手空空，神色慌张，嘴里说着“KANAGAWA（即神奈川）”，居民询问发生什么事情时，该男子突然翻过住宅的栅栏并往住宅街方向逃跑。警方据此认为逃跑男子在这一系列报警案中有重大嫌疑，在下午6点40分警犬亦到场进行搜索（虽然该男子自警署逃跑后警方马上申请警犬协助，但因埼玉县没有警犬，故搜查行动开始接近3小时后警犬才加入），警犬在搜索400米左右因气味消失而被迫中止，搜查行动直到晚上8点40分左右仍无结果，之后警方派出两台警车在市内巡逻警戒。到16日该男子自杀未遂后将其逮捕归案       。

## 案发过程
- 成年男子（55岁）
- 成年女子（53岁）

第二案件（16日）
- 成年女子（84岁）

第三案件（16日）
- 成年女子（41岁）
- 女童（10岁）
- 女童（7岁）

9月14日下午，警方接报熊谷市见晴町内有一男一女（夫妻关系）在家中遇害（第一案件）      ，报案人称经常与女性受害者约会一起散步，当天下午5点发短信给对方，并收到答应的回复 。6点05分报案人来访时发现惨案。警方在夫妻房间的墙上发现用血写成的类似英文字母的文字，调查后认为是凶手所为。
9月15日，警方以13日接获的非法入侵案件嫌疑人为由取得了该男子的逮捕令，但未将该可疑男子情况通报地方政府和教育部门，事后警方给出的理由是“一般来说入屋盗窃事件资料是不公开的”
9月16日，一名单身女子发现在家中遇害（第二案件），该处距离石原站以北约400米，在第一案件现场西北方向约1公里。警察接报时间为下午4点23分，到场发现尸体时间为4点50分。在第二案件现场西面约80米的民宅中再有一名母亲及其两名女儿（均为小学生）遭到杀害（第三案件）。5点14分左右，警员来到发生第三案件的民宅打算了解第二案件的情况，看到民宅内虽有灯光，但多次敲门无人应答，认为情况可疑。在该民宅周围察看的时候，约5点27分发现一名男子手拿菜刀出现在民宅的二楼。5点33分左右，警员反复劝告无效，该男子用菜刀多次割腕后从窗口跳下自杀，头部遭到重创且失去意识。警员将其控制后紧急送往医院，当时男子身上穿着受害者的衣服（第三案件的受害者是在该男子被送往医院后才发现的），手上的两把菜刀亦被没收。      

## 调查
该男子送往医院后一度昏迷，至9月24日恢复意识。并在10月8日出院。当天，警方以第一案件嫌疑人身份将其逮捕，11月4日以第二案件嫌疑人逮捕，11月25日以第三案件嫌疑人逮捕 。但该男子否认了警方对他提出的杀人及盗窃的指控。
根据警方调查，所有受害者均被菜刀杀死，4名成年人尸体上带有多处不同刀伤，2名小学生则因一刀刺中要害造成大出血死亡，调查人员认为凶手带有强烈的杀意。另外发现，年仅10岁的受害小学女童两手曾被类似细绳的东西绑住，嘴上贴了胶带，脱下来的内裤上也遗留有精液。所有受害者遗体都有被藏匿起来的迹象，现场的三所民宅亦发现存在第三者进食的证据（据了解凶手曾在受害者夫妇家中喝了啤酒）。在第二案件发现独居女性的遗体时，家里的空调和灯均处于打开状态，警方推测凶手可能曾在此处逗留一夜。案发现场均未发现门窗锁有破坏的痕迹，但在玄关和窗户发现有男性运动鞋的脚印并一直延伸到室内，警方怀疑凶手以未上锁的民宅为作案目标。

### 嫌疑人从第一案件现场到第二及第三案件现场的方式
9月14日警方接到目击报告说一台属于受害夫妇的小轿车在单行道上逆行，随后发现该车辆停在距离受害夫妇家约200米的停车场。另外亦有报警称停车场附近有自行车被盗，失主称“14日晚上10点还看见自行车停在原来的地方”，15日在熊谷市石原发现该失车。警方推断凶手杀死受害夫妇并将轿车开走，弃车后到荒川河岸附近潜伏，再伺机盗窃自行车离开。

## 精神鉴定
12月7日，根据嫌疑男子在案发前有“会被某人杀掉”之类的奇怪言行、被逮捕后作供说“感觉自己一直在上班，回过神来的时候已经在医院了”等证词，埼玉县地方检察厅（以下称埼玉地检）向埼玉县地方法院申请对嫌疑男子暂时拘留（拘留期限从2016年3月8日至11日，后延长至5月13日）并作精神鉴定，以协助判断案发时该男子是否拥有刑事责任能力。同时将嫌疑人从熊谷警署移交至埼玉县看守所。
埼玉地检于2016年5月13日作出鉴定报告，认为嫌疑男子在案发时具有完全刑事责任能力。
2016年5月20日埼玉地检正式起诉该嫌疑男子，起诉罪名从一开始的谋杀罪改为抢劫杀人罪及尸体遗弃罪。这是日本裁判员制度引入后首次审理受害者达6人以上的重大刑事案件。

## 审理及判决
埼玉县地方法院在2017年4月10日启动本案的庭前调查工作，并同意了被告的辩护律师再次进行精神鉴定的请求。
经过另外一家医院再次进行精神鉴定，判断被告患有精神疾病  。
在四轮庭前调查工作结束后，2017年12月4日，埼玉县地方法院宣布该案将于2018年1月26日开庭。预计在3月9日作出宣判。案中控辩双方围绕被告是否具有刑事责任能力产生了激烈的辩论。

### 初审·埼玉县地方法院
2018年1月26日（平成30年），本案正式开庭，法官为佐佐木直人             。
在开庭陈述中，公诉人指控“被告以抢夺钱财为目的将6人杀害”“被告藏匿受害人遗体、抹去现场血迹等行为，表示他具有一定的反侦察意识，并清楚认识自己的违法行为”。而且被告“虽然存在被害妄想，但并没有出现幻觉或幻听等现象”，主张被告拥有完全刑事责任能力。
公诉人进一步指出，“在第一案件受害者家中发现与被告一样的脚印”“通过鉴定遗留在现场的糖果上的唾液DNA后，得出与被告DNA一致的结果”。
另外，被告在庭审中一直盯着受害者家属所在的旁听席，当法官催促被告站起来时，被告亦未听从，据当时参与旁听的一名女士称被告因“态度不佳”而被主审法官警告。被告辩护律师当天并未表示认罪。
法官询问被告“对起诉书内容是否有异议”，被告以长达数分钟的沉默回应，之后又说出“我也把杯子放在头上了”之类与案件无关、意义不明的话。
被告辩护律师村木一朗指出“无法就案件对我方当事人进行询问”“即使当事人犯罪成立，但他已经处于精神错乱的状态”，主张被告无罪。

#### 证人讯问
2018年1月29日本案第二次开庭。第一案件受害者夫妇的长子在庭上陈述了失去双亲至今的心情，“他们还没见到孙子的出生，我一直非常难过，本来打算努力工作来报答双亲的养育之恩”，并称“希望对犯人处以最严厉的惩罚”，判决被告死刑。另外，案发时的报案人、受害夫妇的朋友亦出庭称，“绝对无法接受无罪判决”
2018年1月30日本案第三次开庭审理。第三案件的受害者家属出庭称被告“绝不饶恕，如果可以的话，希望法官能判决他比死刑更重的刑罚，让他加倍体会我们所承受的痛苦”。
2018年1月31日本案第四次开庭审理。当天出庭作证的是救治被告男子的医生。医生作证称“被告恢复意识后曾断断续续发出声音，过了一会儿，他说‘我杀了两个人’”。随后被告的姐姐亦出庭作证称，“我们在老家家境不好，父亲常对我们家暴，有一次我的哥哥把一条狗杀掉之后，将内脏带回家了”“刚来日本的时候我们住在一起，弟弟（被告）曾说有黑影出现令他一直失眠，感觉家里有不好的东西”“在法庭上我跟弟弟目光交汇的时候他一点表情都没有，就像是变了个人一样”。
2018年2月1日、2月2日分别进行本案第五、第六次开庭审理，案发时负责搜集证据的前熊谷警署警官出庭作证。证人称“被告因涉嫌入户盗窃，被带到熊谷警署接受调查，在警署内打电话给住在神奈川的姐姐”，“被告当时情绪十分激动，我们询问他发生什么事并想接过电话沟通的时候，被告立刻挂断了电话。另外一名警官应被告请求陪他去了厕所和吸烟区，随后挣脱了警官的控制逃跑”。
2018年2月6日、2月7日分别进行本案第七、第八次开庭审理，被告的姐姐再次出庭作证。她证实被告曾在案发前给她打过电话。另外被告也在案发前两天内多次通电话，最后一次是在2015年9月13日上午。被告来电说“住在公寓一二楼的秘鲁人和巴西人说过杀人之类的话”；当被问及被告在案发时的状态，姐姐称“弟弟当时看上去非常焦虑，满嘴胡说八道，我觉得是睡眠不足导致压力过大”；法官询问姐姐被告的性格特点，姐姐回答“（弟弟是）见到两个人吵架都会过去劝和的一类人”。

#### 被告讯问
在2月9日进行本案第九次公开审理。唯被告在开始询问十分钟内对辩护律师的询问均低头不语；当辩护律师问被告“是不是在日本杀了人”，被告多次用西班牙语回答称“不记得”。
此后公诉人再次询问被告同样的问题，被告回答“杀了几个人”“不是我干的”。公诉人又询问“在案发前你自述被黑社会成员追杀，你说的黑社会成员他们衣着是怎样的，有什么明显特征”，被告回答“我杀了6个人”；随后受害者家属律师再次询问被告“你是否说过，你杀害了6人？”，被告又回答“我没有说过这种话”；除此之外，被告在庭上反复说“那种文化怎么样都无所谓了”“我的耳朵聋了，眼睛也只剩下一只，连牙齿都没有了”“我被迫吃了人肉”“猫在自言自语”“天使掉下来了，我一直在耳鸣”等等与本案毫无关系的发言；然而对于案件的提问一直表示沉默，对话完全无法进行。
在第三案件中失去妻子和一对女儿的受害者家属在庭上向被告提问:“你认为家人重要吗?”，被告回答“很重要”，受害者家属继续追问“如果你的家人全部被杀了，你有什么想法”，被告对此没有作出明确的回答。
2月13日进行本案第十次公开审理。根据辩护律师的请求，对被告进行第二次精神鉴定的医生出庭作证。该医生称“被告从案发至今存在精神分裂的症状”；被告目前“日常行动及对周围反应迟缓，存在幻听现象”；关于被告在案发前的精神状态，医生根据被告当时的言行得出分析称“被告认为自己是在迫在眉睫的危险逃离过程中，误伤了受害者，被告作出这种行为可能是因为当时精神状态十分不稳定，是冲动杀人”。而被告在犯罪过程中藏匿受害者遗体及藏匿被盗手机和车钥匙等行为，医生则认为“在被告存在精神分裂症状的情况下，必须慎重判断被告对其自身犯罪的认知程度”。
2月14日，本案进行最后一次公开审理，精神科医生再次出庭接受质询。医生称“被告即使在犯罪过程中患有精神分裂症，一般来说仍然明白杀人是不对的这一浅显道理，可以说他能够判断是非”；另一方面，关于被告是否知道自己正在犯罪，医生称“被告能理解到杀人这一行为，但我不知道被告的动机是什么”；法官引用了被告“被某人追踪”“要被某人杀死”等证词，提出被告是否可能因被害妄想或精神错乱导致本案发生，医生认为“如果没有妄想症或精神错乱的话，我想就不会发生凶案了”；法官又询问了医生对于被告在案发现场翻找钱包、藏匿遗体等行为的看法，医生回答无从得知被告这样做的原因，“因为被告本人从未亲口解释过”；最后，医生表示“无论是公审前的精神鉴定，还是公审过程中对被告的询问，我都无法明白被告的真实想法”。

#### 结案陈词
2月19日，受害者家属在本案结案陈词前上书请愿，表示“无法原谅被告”，希望对被告处以极刑。
公诉人在结案陈词中表示，“被告藏匿受害者遗体，抹去血迹等隐瞒自己犯罪事实的行为，表明被告具有完全刑事责任能力”“对于蓄意伤害他人生命，达到自己目的的行为绝对无法接受”“被告的作案手段极其残忍，犯罪情节和犯罪后果特别严重”，请求法院对被告判处死刑。
另一方面，被告辩护律师在最终辩论中称“公诉人主张的抢劫杀人罪，是由于我方当事人认为自己被某人追捕，为了躲避危险而进入受害者的家中，是下意识的反应”“抢劫杀人罪不成立，应以谋杀罪·盗窃罪起诉”；另外辩护律师主张被告“在犯罪过程中受精神分裂症影响，已无法控制自己的行为，无法对其行为定罪”，认为被告已处于精神错乱的状态，应当判定其无罪。
本次公开审理中，由于被告一直作出意义不明的发言以及无法回答有关案情的询问，因此在最终辩护中被告并无发言，本案一审至此全部结束。

#### 死刑判决
2018年3月9日，埼玉县地方法院一审宣判被告死刑。
在公开判决书中，地方法院采信了公诉人主张，认为被告犯罪动机明确，“清晰知道在施行危害生命的危险犯罪”；采纳现场调查的“检出唾液中的DNA与被告一致”的证据，被告与受害人的死亡存在直接关系，认定被告即为本案犯人；对于关键判决中对被告是否具有刑事责任能力，法院则根据被告有盗窃受害者的轿车及财物、藏匿受害者遗体意图隐瞒犯罪事实的行为，认为被告具有完全刑事责任能力；对辩护律师的“被告患有精神分裂，当时处于精神错乱状态”及“由于妄想症对犯罪行为造成一定影响”的主张不予采纳。

#### 各方对一审判决的态度
第三案件受害人家属在闭庭后的记者会上表示，这个判决“意料之中，想跟（去世的）太太和女儿们汇报判决结果”，但他称犯人“至今没有向我们（受害者家属）谢罪”“我们丝毫没有减少对犯人的愤怒和憎恨”。
其中一名参与判决的裁判员也出席了记者会，他表示“难以判断案发时被告的精神状态，法官和各位裁判员对收集的证据逐件分析、讨论，希望能作出客观公证的裁决”“我们还需要反思警察等有关职能部门应当如何改进工作方法、如何防止同类事件再次发生”；另外还有裁判员发表评论说“被告可能在案发过程中都做出了他认为正确的行动，但我真诚希望事后他向受害者家属道歉”。
第三案件中遇害姐妹所在小学的校长在接受《琦玉新闻》采访时候称，“敝校两名学生的宝贵生命已逝去，这是无法改变的事实，希望他们在天之灵能够安息”。
被告辩护律师对一审判决表示不服，他批评判决“让人发笑”，认为不应将被告判定为完全刑事责任能力行为人，并向东京高等法院提出上诉。

### 上诉
2019年（令和元年）6月10日，本案在东京高等法院开庭二审。辩护律师再次围绕被告是否具有完全刑事责任能力展开辩论。第一次为被告做出精神鉴定的医生出庭作证。该医生在庭上表示“毫无疑问被告在案发前已处于精神分裂病发状态，现在病情的进一步恶化导致被告无法回答有关案情的任何问题……案发时被告可能处于妄想症发作阶段……一审时我还能与被告（在看守所）进行面谈，但现在已经做不到了，在看守所内应当是病情加重了”，还提到被告曾说过“不能判处无期徒刑吗，这种日子还要持续多久”。
被告在开庭前曾用西班牙语说“我驾驶直升机降落了”等等与本案毫无关联、意义不明的句子。然而对审理过程中的提问一直沉默不语。
2019年8月1日，二次二审开庭，被告在庭上反复作出与案情无关的意义不明的发言；当受害者家属代理律师高桥正人向被告询问是否向受害者表示道歉时，被告回答“为什么（我要道歉），日本应该向我道歉”。
2019年9月10日进行最后一次二审开庭，被告辩护律师在结案陈词中表示“我方当事人处于精神错乱的状态，并无刑事责任能力，亦无法参与整个案件审理过程，应判决我方当事人无罪并停止审理本案”，请求东京高等法院驳回一审判决。
2019年12月5日，东京高等法院公开作出二审裁决，驳回一审的死刑判决，改判被告无期徒刑。法官认为“被告在妄想症影响下，认为自己被跟踪，为躲避跟踪者进入受害者家中，误认受害者就是跟踪者，并将其杀害”“被告犯下的严重罪行，本应被判处死刑，但被告因精神分裂症引起严重妄想，应视作限制性刑事责任能力人。一审中认为被告是完全刑事责任能力人的判断并不适当”。
被告辩护律师对法院未认定被告为完全无刑事责任能力人表示不服，就二审判决向日本最高法院提出上诉。另一方面，由于东京高等检察厅并未在二审上诉期限前提出上诉请求，因此已无可能再次改判被告死刑。东京高等检察厅的久木元伸次检察官就未提出上诉一事发表评论称“经过我们对（高等法院）判决内容的审查，从案件的重要性、受害者家属的感受等多方面的考虑，我们很遗憾未找到适当的上诉理由。
2020年9月9日，日本最高法院第一小法庭驳回被告人上诉请求，被告方对此提出异议。同月24日，第一小法庭再次驳回被告申请，判决无期徒刑定谳。

## 民事诉讼
2018年9月14日，第三案件的受害者家属入稟埼玉县地方法院，以“埼玉县地方警察在案发时并未告知周边居民注意防范，亦未采取手段阻止事态恶化，导致我的家人被害”为由起诉埼玉县地方政府（埼玉县地方警察的组建主体），并申请国家赔偿金6400万日元。原告称地方警察在案件中存在渎职行为，希望被告能“承认过失并道歉”。
原告认为警方在事件中存在的过失有以下几点：
- 首先，警方在2015年9月14日发现第一案件受害人遗体7小时后正式通缉凶手，基本锁定了作案者就是前一天从警署逃跑的男子，且判断其存在继续作案的危险。埼玉县警方至少应该在当天向居民通报“（县内）发生了杀人事件”“有一名需要配合警方调查的外国人从警署逃跑了”“发生了非法入侵的案件”等情况[145]；

- 其次，地方警察虽然在稍后时间通报了夫妇被杀害的第一案件，但是却没有告知市民关于“男子逃跑”的详情[149]，也没有通过防灾电台、警车巡逻或公告等形式引起市民注意，未尽告知义务，有玩忽职守的嫌疑[145]。原告认为假如当时告知市民有关该男子逃亡的情况，很可能防止后续悲剧的发生[149]；

- 最后，在案发1-2个月后曾与警方的调查人员进行沟通，问及警方“为什么没有提醒居民注意防范”，对方回答说“因为案发当时警方正专注于搜查工作所以忘记了”。警方应当对此负责并道歉[150]。

另一方面，埼玉县地方警察在结案后发表的调查报告书中称未告知周边居民关于凶手逃跑情况的原因是“（当时）凶手与夫妻被杀事件的关联性尚不明确”，贸然通报“不是一个适当的对应手段”。
2018年11月30日在埼玉县地方法院开始对本案进行审理，被告方·埼玉县地方政府请求法院驳回原告诉讼。
2019年4月26日，根据原告的申请，法院对负责信息发布的熊谷市作出调查。当中指出，埼玉县地方警察声称当时“已经委托市教育委员会（发布有关情况）了”，但如今却没有找到通过防灾电台发布通知的有关记录。警方对凶手的介绍只是“遇到麻烦的外国人”。
2022年4月18日，埼玉县地方法院在宣判中指出“不能断定警方（当时）锁定了凶手身份”“即使通过防灾电台等手段公告有关案情，也不能确定是否有效，因此无法判断该措施可防止后续惨剧的发生”，最后以“地方警察没有义务提供有关（案件）情况”为由，驳回原告的诉讼请求。原告在闭庭后对记者说：“案件变成这样的结果，无颜面对妻女”。警方则表示对判决结果不发表任何评论，但希望受害者能够安息，并对受害者家属表示深切的遗憾。

## 关于被告的情况
- 在秘鲁被告曾目睹其家兄佩德罗·巴勃罗·纳卡达·鲁德纳（此人在当地犯下杀害25人的重大刑事案件而臭名昭著）前去杀人，精神受到严重创伤[157][158]；

- 被告到达日本后，曾在2006年与姐姐说过因被人知道家里有一个连环杀人犯，所以辞去了工作[159]。姐姐称被告来日本后患上了精神方面的疾病，有说过“被某人追杀，要被干掉了”之类的话；

- 也曾对熟人说过“要被杀掉了”[160][33]；

- 在案发前两天申请辞职的时候也说过“有身材高大的男子跟踪我，我再也不来工厂上班了”[161]；

- 被告的前日本同事称被告“几乎听不懂日语，除了上班会说一句‘你好’，其他时间基本一言不发。好像也没有朋友，吃饭的时候也一直是一个人待着”[161]；

- 被告虽拥有日本姓氏，但该姓氏是2003年在秘鲁通过非法手段获得的，并非真正的日本人。朝日电视台的一名主持人认为“在日秘鲁人似乎觉得使用日本姓氏会使自己在本地获得尊重和优待”[162]。

## 辩护律师的反应
2015年11月，被告辩护律师曾以“头部受伤或手术或导致精神疾病发作及恶化”为由向埼玉县简易裁判所申请精神鉴定。但在11月2日被简易裁判所认为“现在没有做精神鉴定的必要”驳回申请。理由是调查得出的录音录像和住院诊断结果都保存在医院里。

## 秘鲁政府的反应
2015年10月9日，秘鲁驻东京领事馆总领事与该男子进行了约1小时的交流会面，对其健康状态和刑事案件程序进行确认。总领事在会后表示对本案“感到强烈的痛心与遗憾，与所有在日秘鲁人感同身受”，并希望埼玉县警方能够查明真相，“妥善处理事件，彰显社会正义”。

## 对警察做法的批评
尽管警方坚称本案的处理手段并无失误，但来自社会各界批评仍然此起彼伏。甲南大学法学院教授渡边修指出，“从警署逃跑的可疑人员举止异常，为防止引发更严重的事件，警方有义务尽快将其抓捕归案”“在当今社会警方除了打击犯罪行为，如何预防犯罪也是一门必修课，必须改变警察的办案思维”；刑案记者、前神奈川县刑警小川泰平也认为警方处理不力，“处理涉外案件的时候，牢记外国人可能会突然逃跑这一铁则。假设该外国人涉嫌非法滞留，为了逃避强制遣返很可能会不惜一切逃跑。我办理过的一宗案件中曾听过有外国人在交通繁忙的1号国道上横冲直撞，真是不要命了”“当地警方应视该男子为重大作案嫌疑人，向周围居民通报有可疑的外籍人士出没，并派出巡逻警察加强周边警戒”。
在警方内部同样存在认为警察失职的声音，一名熊谷县警署的高级干部称，当时该男子置手机、护照等随身物品不顾逃跑，应当认识到案情并不简单，“把本事件列为特殊案件对待，必须找到该男子下落”。日本警察厅首长金高雅仁在听取本事件的报告后指出，在协助调查阶段“并无该男子犯罪的嫌疑与证据，无法采取留置措施”，但他也承认“本案造成了严重的后果”“需要从预防犯罪的角度仔细看待本次案件”。

## 埼玉县地方警察的工作改进
10月29日，埼玉县地方警察回应大众关切，发表了一系列工作改进措施。其中包括：
- 快速配置翻译人员；
- 加强110报案与警署调查案件的联动机制；
- 尽快在本地警署配备足够数量的警犬[168]；
- 必要时向市民通报有关情况；
- 通过防灾行政电台告知市民避免不必要的外出、关好门窗等具体措施。

2015年12月－2016年6月，熊谷市通过警署、自治会联合会、市町村三方共同建立“熊谷模式”机制，对辖内可能出现的可疑人员、犯罪通报等信息进行通报。
2016年1月4日开始通过Twitter发布恶性事件及可疑人员情报等信息。

## 本案导致的其他影响
- 9月16日逮捕嫌疑男子时，案发现场的周边道路进行临时交通管制，造成17号国道严重拥堵[174][175]。
- 17日，警方在两名受害小学女童所在的学校周边地区巡逻警戒，并告知学生家长有关情况，提醒监护人注意安全。在校内亦举行全校情况通报会及默哀仪式，熊谷市教委也派出2名辅导员到场[176]，但部分幼童因感到情绪不安并未参加。
- 埼玉县警察从16日夜晚开始逐户走访辖内住户以策安全，至17日共走访约560人[177]。
- 在第三案件中失去妻子和女儿的男性家属在案发一周内几乎颗粒未进并严重失眠。而得知失去两名孙女的男性家属父亲也因过度悲伤需要住院治疗两周[178]。

## 脚注
1. ↑  .   [2022-10-09]. （原始内容存档于2022-10-09）.
2. 1 2 3  . 夕刊フジ (産経新聞社). 2015-09-17  [2015-09-17]. （原始内容存档于2015-09-20） （日语）.
3. 1 2 3 4 5 6 7  埼玉県熊谷市内で連続発生した殺人事件に係る警察の対応と今後の取組について （页面存档备份，存于）埼玉県警察2015年10月掲載
4. 1 2 3 4 5 6  .   [2022-10-04]. （原始内容存档于2016-09-05）.
5. 1 2  県警対応に住民不信感　後手の捜査強いられ（1/3頁） （页面存档备份，存于）産経ニュース2015年9月17日23時38分配信
6. 1 2  身柄確保の男？事件前に署から逃走　対応問題ないと県警 （页面存档备份，存于）朝日新聞デジタル2015年9月17日13時21分配信
7. ↑  「警察の不審者情報あれば…」住民ら不信　熊谷６人殺害 （页面存档备份，存于）朝日新聞デジタル2015年9月19日12時47分配信
8. ↑  . AP通信 (ABC新闻). 2015-09-17  [2015-09-19]. （原始内容存档于2015-09-17） （英语）.
9. ↑  . テレグラフ (テレグラフ). 2015-09-18  [2015-09-19]. （原始内容存档于2022-10-07） （英语）.
10. ↑  ＜熊谷６人殺害＞６人殺害現場の足跡酷似　ペルー人、意識不明の重体 （页面存档备份，存于） 埼玉新聞 2015年9月17日配信
11. ↑  事件前の任意同行後に姿消す　熊谷３事件、ペルー人の男 （页面存档备份，存于） 日本経済新聞 2015年9月17日2時0分配信
12. ↑  熊谷４人死亡　１３日に事情聴取中　ペルー人の男逃走 （页面存档备份，存于） 東京新聞 2015年9月17日朝刊
13. ↑  「情報ライブ ミヤネ屋」 2015年9月17日（木）放送内容 （页面存档备份，存于） 価格.com
14. ↑  埼玉・熊谷の４人死亡：怒号「刃物捨てろ」　緊迫の住宅街　男確保の時、住民「怖い」 （页面存档备份，存于） 毎日新聞 2015年9月17日東京朝刊
15. ↑  熊谷６人殺害、容疑者「殺される」　事件前に知人らへ （页面存档备份，存于） 朝日新聞デジタル 2015年9月21日23時55分配信
16. ↑  .   [2022-10-09]. （原始内容存档于2022-10-07）.
17. ↑  県警対応に住民不信感　後手の捜査強いられ（2/3頁） （页面存档备份，存于）産経ニュース2015年9月17日23時38分配信
18. ↑  . ライブドアニュース.   [2022-09-23]. （原始内容存档于2022-10-06） （日语）.
19. ↑  産経新聞社. . 産経ニュース. 2015-09-19  [2015-12-04]. （原始内容存档于2022-10-06）.
20. ↑  埼玉・熊谷の民家で夫婦が死亡　遺体に刺し傷 （页面存档备份，存于） 朝日新聞デジタル 2015年9月14日23時30分配信
21. 1 2  . www.youtube.com.   [2022-09-23]. （原始内容存档于2022-10-04）.
22. 1 2 3  . 朝日新聞 (朝日新聞社). 2015-09-17  [2015-09-17]. （原始内容存档于2015-11-21） （日语）.
23. 1 2  . 産経ニュース (産経新聞社). 2015-09-17  [2015-09-17]. （原始内容存档于2021-05-11） （日语）.
24. ↑  熊谷の夫婦殺害、短時間の犯行か　発見１時間前にメール （页面存档备份，存于） 朝日新聞デジタル 2015年9月15日17時17分配信
25. ↑  殺害現場にアルファベットの血文字？　熊谷６人殺害事件 （页面存档备份，存于） 朝日新聞デジタル 2015年9月18日11時58分配信
26. ↑  . 埼玉新聞 (埼玉新聞社). 2015-09-20  [2015-12-05]. （原始内容存档于2015-12-08） （日语）.
27. ↑  ペルー人容疑者、被害者宅の服に着替えか　熊谷６人殺害 （页面存档备份，存于） 朝日新聞デジタル 2015年10月9日15時1分配信
28. 1 2  産経新聞社. . 産経ニュース. 2015-10-08  [2015-12-04]. （原始内容存档于2018-01-25）.
29. ↑  姉妹２人襲撃、帰宅後すぐか　熊谷６人殺害 （页面存档备份，存于）朝日新聞デジタル2015年9月20日3時29分配信
30. 1 2  親子３人殺害容疑でも再逮捕 NHKさいたま放送局 2015年11月25日17時14分配信[]
31. ↑  ペルー人の男再逮捕＝８４歳女性殺害容疑－埼玉県警 （页面存档备份，存于） 時事ドットコム 2015年11月4日21時50分配信
32. ↑  頭部骨折の××容疑者、意識回復　熊谷６人殺害事件 （页面存档备份，存于）朝日新聞デジタル2015年9月24日18時50分配信
33. 1 2 3  ＜熊谷６人殺害＞ペルー人容疑者、事件に「身に覚えない」 （页面存档备份，存于）埼玉新聞2015年10月10日配信
34. 1 2  首都圏ニュース8452015年11月25日放送
35. ↑  腕の自傷「分からない」　ペルー人の××容疑者、供述が混乱 （页面存档备份，存于） 産経ニュース 2015年10月10日8時42分配信
36. ↑  ＜熊谷６人殺害＞容疑のペルー人逮捕…６人殺害否認　精神鑑定必要か （页面存档备份，存于） 埼玉新聞2015年10月8日配信
37. ↑  . スポーツ報知 (報知新聞社). 2015年9月19日  [2015年9月21日]. （原始内容存档于2015年9月20日） （日语）.
38. ↑  . 産経ニュース (産経新聞社). 2015-09-17  [2015-09-21]. （原始内容存档于2016-03-04） （日语）.
39. ↑  . まいどなニュース.   [2020-09-11]. （原始内容存档于2022-10-15） （日语）.
40. ↑  逮捕のペルー人、事件現場で缶ビール飲む　熊谷６人殺害事件 （页面存档备份，存于） 夕刊フジ 2015年10月10日配信
41. ↑  全ての遺体に隠そうとした痕跡　布かけた状態や浴槽の中などで発見 （页面存档备份，存于） 産経ニュース 2015年9月25日12時0分配信
42. ↑  容疑者、殺害の３住宅で飲食か　調理方法や捨て方“不自然” （页面存档备份，存于） 産経ニュース 2015年9月23日18時47分配信
43. ↑  頭部骨折の××容疑者、意識回復　熊谷６人殺害事件 （页面存档备份，存于）朝日新聞デジタル2015年9月24日18時50分配信
44. ↑  殺害後に乗り捨てか　被害者の車が移動　熊谷の夫婦殺害 （页面存档备份，存于）朝日新聞デジタル2015年9月16日0時23分配信
45. ↑  . 『産経新聞』 (産業経済新聞社). 2015-09-23  [2017-07-12]. （原始内容存档于2017-07-12）.
46. ↑  . 『産経新聞』 (産業経済新聞社). 2015-12-07  [2017-07-12]. （原始内容存档于2017-07-12）.
47. ↑  . 『毎日新聞』 (毎日新聞社). 2015-12-07  [2017-07-12]. （原始内容存档于2015-12-08）.
48. 1 2  . 『産経新聞』 (産業経済新聞社). 2016-05-14  [2018-01-14]. （原始内容存档于2018-01-14）.
49. ↑  . 『産経新聞』 (産業経済新聞社). 2016-05-20  [2018-01-14]. （原始内容存档于2018-01-14）.
50. ↑  . 『産経新聞』 (産業経済新聞社). 2016-05-21  [2018-01-14]. （原始内容存档于2018-01-14）.
51. 1 2  . 『産経新聞』 (産業経済新聞社). 2017-04-20  [2017-07-12]. （原始内容存档于2017-07-12）.
52. 1 2  . 『毎日新聞』 (毎日新聞社). 2017-04-19  [2017-07-12]. （原始内容存档于2017-07-12）.
53. ↑  . 『朝日新聞』 (朝日新聞社). 2017-09-13  [2018-01-14]. （原始内容存档于2018-01-14）.
54. ↑  . 『毎日新聞』 (毎日新聞社). 2017-09-13  [2018-01-14]. （原始内容存档于2018-01-14）.
55. ↑  . テレビ埼玉. 2018-01-25  [2018-02-03]. （原始内容存档于2018-02-03）.
56. ↑  . 『産経新聞』 (産業経済新聞社). 2017-12-05  [2018-01-14]. （原始内容存档于2018-01-14）.
57. 1 2  . 『産経新聞』 (産業経済新聞社). 2017-12-05  [2018-01-14]. （原始内容存档于2018-01-14）.
58. ↑  . 裁判所ホームページ.   [2018-02-02]. （原始内容存档于2018-02-02）.
59. ↑  . 埼玉新聞 (埼玉新聞社). 2018-01-25  [2018-02-01]. （原始内容存档于2018-02-01）.
60. 1 2  . 埼玉新聞 (埼玉新聞社). 2018-01-26  [2018-02-01]. （原始内容存档于2018-02-01）.
61. ↑  . 埼玉新聞 (埼玉新聞社). 2018-01-27  [2018-02-01]. （原始内容存档于2018-02-01）.
62. 1 2 3 4 5 6 7  . テレ玉ニュース (テレビ埼玉). 2018-01-26  [2018-02-03]. （原始内容存档于2018-02-03）.
63. 1 2 3 4 5 6  西川正志. . 『東京新聞』夕刊 (中日新聞社). 2018-01-26  [2018-01-28]. （原始内容存档于2018-01-28）.
64. ↑  西川正志、牧野新. . 『東京新聞』 (中日新聞社). 2018-01-27  [2018-01-28]. （原始内容存档于2018-01-28）.
65. 1 2  . 『東京新聞』朝刊 (中日新聞社). 2018-01-27  [2018-01-28]. （原始内容存档于2018-01-28）.
66. 1 2  . 『産経新聞』 (産業経済新聞社). 2018-01-26  [2018-01-28]. （原始内容存档于2018-01-28）.
67. ↑  . 『産経新聞』 (産業経済新聞社). 2018-01-26  [2018-01-28]. （原始内容存档于2018-01-28）.
68. ↑  . 『産経新聞』 (産業経済新聞社). 2018-01-26  [2018-01-28]. （原始内容存档于2018-01-28）.
69. ↑  . 『産経新聞』 (産業経済新聞社). 2018-01-26  [2018-01-28]. （原始内容存档于2018-01-28）.
70. ↑  . 『産経新聞』 (産業経済新聞社). 2018-01-27  [2018-01-28]. （原始内容存档于2018-01-28）.
71. 1 2 3 4  内田幸一、三股智子. . 『毎日新聞』 (毎日新聞社). 2018-01-26  [2018-01-28]. （原始内容存档于2018-01-28）.
72. ↑  . 『東京新聞』朝刊 (中日新聞社). 2018-01-27  [2018-01-28]. （原始内容存档于2018-01-28）.
73. 1 2 3  . 埼玉新聞 (埼玉新聞社). 2018-01-29  [2018-02-01]. （原始内容存档于2018-02-01）.
74. 1 2  . テレ玉ニュース (テレビ埼玉). 2018-01-29  [2018-02-03]. （原始内容存档于2018-02-03）.
75. 1 2  . 埼玉新聞 (埼玉新聞社). 2018-01-30  [2018-02-01]. （原始内容存档于2018-02-01）.
76. 1 2  . テレ玉ニュース (テレビ埼玉). 2018-01-30  [2018-02-03]. （原始内容存档于2018-02-03）.
77. 1 2 3 4 5  . 埼玉新聞 (埼玉新聞社). 2018-01-31  [2018-02-01]. （原始内容存档于2018-02-01）.
78. 1 2 3 4 5  . テレ玉ニュース (テレビ埼玉). 2018-01-31  [2018-02-03]. （原始内容存档于2018-02-03）.
79. 1 2  . 裁判所ホームページ.   [2018-02-02]. （原始内容存档于2018-02-02）.
80. 1 2 3 4  . テレ玉ニュース (テレビ埼玉). 2018-02-02  [2018-02-03]. （原始内容存档于2018-02-03）.
81. 1 2 3 4 5  . 産経新聞 (産業経済新聞社). 2018-02-08  [2018-02-09]. （原始内容存档于2018-02-09）.
82. 1 2 3 4 5  . 埼玉新聞 (埼玉新聞社). 2018-02-09  [2018-02-12]. （原始内容存档于2018-02-12）.
83. 1 2 3  . 埼玉新聞 (埼玉新聞社). 2018-02-09  [2018-02-12]. （原始内容存档于2018-02-12）.
84. 1 2  . 産経新聞 (産業経済新聞社). 2018-02-09  [2018-02-09]. （原始内容存档于2018-02-09）.
85. 1 2  . 産経新聞 (産業経済新聞社). 2018-02-09  [2018-02-09]. （原始内容存档于2018-02-09）.
86. ↑  . 産経新聞 (産業経済新聞社). 2018-02-10  [2018-02-09]. （原始内容存档于2018-02-09）.
87. 1 2  . 日テレNEWS24 (日本テレビ放送網、ライブドアニュースにて閲覧). 2018-02-09  [2018-02-09]. （原始内容存档于2018-02-09）.
88. ↑  . 時事通信 (時事通信社、ニコニコニュースにて閲覧). 2018-02-09  [2018-02-09]. （原始内容存档于2018-02-09）.
89. 1 2  . 共同通信 (共同通信社). 2018-02-09  [2018-02-09]. （原始内容存档于2018-02-09）.
90. 1 2 3 4 5 6  . テレ玉ニュース (テレビ埼玉). 2018-02-09  [2018-02-14]. （原始内容存档于2018-02-14）.
91. 1 2 3 4  . 埼玉新聞 (埼玉新聞社). 2018-02-13  [2018-02-14]. （原始内容存档于2018-02-14）.
92. ↑  . テレ玉ニュース (テレビ埼玉). 2018-02-13  [2018-02-14]. （原始内容存档于2018-02-14）.
93. 1 2 3  . 埼玉新聞 (埼玉新聞社). 2018-02-14  [2018-02-15]. （原始内容存档于2018-02-15）.
94. 1 2 3  . テレ玉ニュース (テレビ埼玉). 2018-02-14  [2018-02-14]. （原始内容存档于2018-02-14）.
95. ↑  笠原真. . 朝日新聞 (朝日新聞社). 2018-02-19  [2018-02-19]. （原始内容存档于2018-02-19）.
96. ↑  . 産経新聞 (産業経済新聞社). 2018-02-20  [2018-02-26]. （原始内容存档于2018-02-26）.
97. ↑  . 産経新聞 (産業経済新聞社). 2018-02-20  [2018-02-26]. （原始内容存档于2018-02-26）.
98. ↑  . 産経新聞 (産業経済新聞社). 2018-02-20  [2018-02-26]. （原始内容存档于2018-02-26）.
99. ↑  . 産経新聞 (産業経済新聞社). 2018-02-20  [2018-02-26]. （原始内容存档于2018-02-26）.
100. ↑  . 埼玉新聞 (埼玉新聞社). 2018-02-19  [2018-02-21]. （原始内容存档于2018-02-21）.
101. ↑  . 埼玉新聞 (埼玉新聞社). 2018-02-19  [2018-02-21]. （原始内容存档于2018-02-21）.
102. ↑  . テレ玉ニュース (テレビ埼玉). 2018-02-19  [2018-02-26]. （原始内容存档于2018-02-26）.
103. ↑  . 産経新聞 (産業経済新聞社). 2018-02-19  [2018-02-19]. （原始内容存档于2018-02-19）.
104. 1 2 3  . 産経新聞 (産業経済新聞社). 2018-02-20  [2018-02-26]. （原始内容存档于2018-02-26）.
105. ↑  内田幸一. . 毎日新聞 (毎日新聞社). 2018-02-19  [2018-02-19]. （原始内容存档于2018-02-19）.
106. 1 2 3  内田幸一. . 毎日新聞 (毎日新聞社). 2018-02-19  [2018-02-19]. （原始内容存档于2018-02-19）.
107. ↑  笠原真. . 朝日新聞 (朝日新聞社). 2018-02-19  [2018-02-19]. （原始内容存档于2018-02-19）.
108. ↑  内田幸一. . 毎日新聞 (毎日新聞社). 2018-02-19  [2018-02-19]. （原始内容存档于2018-02-19）.
109. ↑  . 産経新聞 (産業経済新聞社). 2018-02-19  [2018-02-19]. （原始内容存档于2018-02-19）.
110. ↑  . 産経新聞 (産業経済新聞社). 2018-02-21  [2018-02-26]. （原始内容存档于2018-02-26）.
111. ↑  . 産経新聞 (産業経済新聞社). 2018-02-21  [2018-02-26]. （原始内容存档于2018-02-26）.
112. ↑  . 産経新聞 (産業経済新聞社). 2018-02-21  [2018-02-26]. （原始内容存档于2018-02-26）.
113. ↑  . 埼玉新聞 (埼玉新聞社). 2018-03-09  [2018-03-09]. （原始内容存档于2018-03-09）.
114. ↑  . 埼玉新聞 (埼玉新聞社). 2018-03-09  [2018-03-09]. （原始内容存档于2018-03-09）.
115. ↑  . 埼玉新聞 (埼玉新聞社). 2018-03-09  [2018-03-09]. （原始内容存档于2018-03-09）.
116. ↑  . 産経新聞 (産業経済新聞社). 2018-03-09  [2018-03-09]. （原始内容存档于2018-03-09）.
117. ↑  内田幸一. . 毎日新聞 (毎日新聞社). 2018-03-09  [2018-03-09]. （原始内容存档于2018-03-09）.
118. ↑  . NHKニュース (日本放送協会). 2018-03-09  [2018-03-09]. （原始内容存档于2018-03-09）.
119. ↑  . NHK首都圏 (日本放送協会). 2018-03-09  [2018-03-09]. （原始内容存档于2018-03-09）.
120. ↑  . NHKさいたま放送局 (日本放送協会). 2018-03-09  [2018-03-09]. （原始内容存档于2018-03-09）.
121. ↑  内田幸一. . 毎日新聞 (毎日新聞社). 2018-03-09  [2018-03-09]. （原始内容存档于2018-03-09）.
122. 1 2 3 4 5  . NHKニュース (日本放送協会). 2018-03-09  [2018-03-09]. （原始内容存档于2018-03-09）.
123. 1 2 3 4 5  . NHKさいたま放送局 (日本放送協会). 2018-03-09  [2018-03-09]. （原始内容存档于2018-03-09）.
124. ↑  . 埼玉新聞 (埼玉新聞社). 2018-03-09  [2018-03-09]. （原始内容存档于2018-03-09）.
125. ↑  . 埼玉新聞 (埼玉新聞社). 2018-03-09  [2018-03-09]. （原始内容存档于2018-03-09）.
126. ↑  . 埼玉新聞 (埼玉新聞社). 2018-03-09  [2018-03-09]. （原始内容存档于2018-03-09）.
127. ↑  . 日本経済新聞 (日本経済新聞社). 共同通信社. 2019-06-10  [2019-06-14]. （原始内容存档于2019-06-14） （日语）.
128. ↑  . YOMIURI ONLINE (読売新聞社). 2019-06-10  [2019-06-14]. （原始内容存档于2019-06-14） （日语）.
129. ↑  . テレ玉ニュース (テレビ埼玉). 2019-06-10  [2019-06-14]. （原始内容存档于2019-06-14） （日语）.
130. 1 2  . YOMIURI ONLINE (読売新聞社). 2019-06-11  [2019-06-14]. （原始内容存档于2019-06-14） （日语）.
131. ↑  . YOMIURI ONLINE (読売新聞社). 2019-06-11  [2019-06-14]. （原始内容存档于2019-06-14） （日语）.
132. ↑  . 埼玉新聞 (埼玉新聞社). 2019-08-02  [2019-08-09]. （原始内容存档于2019年8月9日） （日语）.
133. ↑  . 埼玉新聞 (埼玉新聞社). 2019-09-11  [2019-09-16]. （原始内容存档于2019年9月16日） （日语）.
134. ↑  . NHKニュース (NHKさいたま放送局). 2019-12-05  [2019-12-05]. （原始内容存档于2019年12月5日） （日语）.
135. ↑  . 埼玉新聞 (埼玉新聞社). 2019-12-06  [2019-12-18]. （原始内容存档于2019年12月18日） （日语）.
136. ↑  . テレ玉ニュース (テレビ埼玉). 2019-12-14  [2019-12-19]. （原始内容存档于2019年12月19日） （日语）.
137. ↑  . 埼玉新聞 (埼玉新聞社). 2019-12-06  [2019-12-18]. （原始内容存档于2019年12月18日） （日语）.
138. ↑  . テレ玉ニュース (テレビ埼玉). 2019-12-18  [2019-12-18]. （原始内容存档于2019年12月18日） （日语）.
139. ↑  . 時事ドットコム. 時事通信社. 2019-12-19  [2019-12-19]. （原始内容存档于2019年12月19日） （日语）.
140. ↑  . NHKニュース. 2019-12-19  [2019-12-27]. （原始内容存档于2019年12月27日） （日语）.
141. ↑  . 埼玉新聞 (埼玉新聞社). 2020-09-11  [2020-09-14]. （原始内容存档于2020年9月14日） （日语）.
142. ↑  . 時事ドットコム. 時事通信社. 2020-09-30  [2020-10-02]. （原始内容存档于2020年10月2日） （日语）.
143. ↑  . 東京新聞 (中日新聞東京本社). 共同通信社. 2020-09-30  [2020-10-03]. （原始内容存档于2020年10月3日） （日语）.
144. ↑  . 埼玉新聞 (埼玉新聞社). 2018-09-14  [2019-08-09]. （原始内容存档于2019年8月9日）.
145. 1 2 3 4  . 埼玉新聞 (埼玉新聞社). 2018-09-13  [2018-09-13]. （原始内容存档于2018-09-13）.
146. ↑  . 東京新聞 朝刊 (中日新聞社). 2018-09-13  [2018-09-13]. （原始内容存档于2018-09-13）.
147. ↑  . 朝日新聞 (朝日新聞社). 2018-09-13  [2018-09-13]. （原始内容存档于2018-09-13）.
148. ↑  . 産経新聞 (産業経済新聞社). 2018-09-13  [2018-09-13]. （原始内容存档于2018-09-13）.
149. 1 2  . 東京新聞 朝刊 (中日新聞社). 2018-09-13  [2018-09-13]. （原始内容存档于2018-09-13）.
150. ↑  . 埼玉新聞 (埼玉新聞社). 2018-09-14  [2019-08-09]. （原始内容存档于2019年8月9日）.
151. ↑  浅野有紀; 森雅貴. . 東京新聞 (中日新聞社). 2018-12-01  [2019-08-09]. （原始内容存档于2019年8月9日）.
152. ↑  . 埼玉新聞 (埼玉新聞社). 2018-12-01  [2019-08-09]. （原始内容存档于2019年8月9日）.
153. ↑  . 産経新聞 (産業経済新聞社). 2018-11-30  [2019-08-09]. （原始内容存档于2019年8月9日）.
154. ↑  . 東京新聞 (中日新聞社). 2019-04-27  [2019-08-09]. （原始内容存档于2019年8月9日）.
155. 1 2  . 埼玉新聞. 2022-04-16  [2022-04-18]. （原始内容存档于2022-10-06）.
156. ↑  . www.yomiuri.co.jp.   [2022-10-02]. （原始内容存档于2022-10-09）.
157. ↑  . AFP (AFP). 2015-09-18  [2019-06-14]. （原始内容存档于2019-06-14） （日语）.
158. ↑  . 夕刊フジ (産経新聞社). 2015-09-18  [2015-09-18]. （原始内容存档于2015-09-19） （日语）.
159. ↑  . 日テレNEWS24. 2015-09-19  [2015-09-19]. （原始内容存档于2015-09-25） （日语）.
160. ↑  「誰かに殺される」知人に××容疑者　事件前、精神的に不安定か （页面存档备份，存于）産経ニュース2015年9月24日11時54分配信
161. 1 2  ジェイ・キャスト. . J-CASTニュース. 2015-09-18  [2015-12-04]. （原始内容存档于2022-10-09）.
162. ↑  ジェイ・キャスト. . J-CASTニュース. 2015-09-18  [2015-12-04]. （原始内容存档于2022-10-08）.
163. ↑  神戸新聞社. . 神戸新聞. 2015-11-02  [2015-12-04]. （原始内容存档于2016-03-08）.
164. ↑  熊谷6人殺害　専門家「取り逃がしはミス」埼玉県警の失態とは（1/2） （页面存档备份，存于）dot.2015年9月22日7時0分更新（2015年11月24日現在）
165. ↑  熊谷6人殺害　専門家「取り逃がしはミス」埼玉県警の失態とは（2/2） （页面存档备份，存于）dot.2015年9月22日7時0分更新（2015年11月24日現在）
166. ↑  警察庁長官、県警対応の検証示唆　熊谷６人殺害 （页面存档备份，存于）朝日新聞デジタル2015年9月17日15時0分配信
167. ↑  埼玉県警「住民へ広く注意喚起」　熊谷連続殺人で対応策 （页面存档备份，存于）朝日新聞デジタル2015年10月29日16時48分配信
168. ↑  茨城県警察嘱託警察犬について （页面存档备份，存于）茨城県警察
169. ↑  宮野佳幸. . 産経新聞 (産業経済新聞社). 2016-09-13  [2019-08-09]. （原始内容存档于2019年8月9日）.
170. ↑  宮野佳幸. . 産経新聞 (産業経済新聞社). 2016-09-14  [2019-08-09]. （原始内容存档于2019年8月9日）.
171. ↑  . 埼玉新聞 (埼玉新聞社). 2019-06-04  [2019-08-09]. （原始内容存档于2019年8月9日）.
172. ↑  「防犯ツイッター」で情報提供NHKさいたま放送局（2016年1月11日11時1分配信）2016年1月12日閲覧。
173. ↑  埼玉県警察犯罪情報官 （页面存档备份，存于）（2016年1月12日閲覧）
174. ↑  熊谷で４人殺害か、ペルー人の男確保　住宅街に怒声「窓が血だらけ」 （页面存档备份，存于）埼玉新聞2015年9月16日配信
175. ↑  叫ぶ警官「包丁捨てろ」「落ちたぞ」　熊谷４人死亡 （页面存档备份，存于）朝日新聞デジタル2015年9月17日7時48分配信
176. ↑  「信じられない」被害者姉妹の通学先に広がる悲しみ　涙ぐむ児童も（1/2頁） （页面存档备份，存于）産経ニュース2015年9月17日11時34分配信
177. ↑  「信じられない」被害者姉妹の通学先に広がる悲しみ　涙ぐむ児童も（2/2頁） （页面存档备份，存于）産経ニュース2015年9月17日11時34分配信
178. ↑  熊谷連続殺人 遺族「1週間何も食べられず眠れなかった」 （页面存档备份，存于）週刊女性PRIME2015年11月7日2時30分配信（週刊女性2015年11月17日号）